# Colección punto-finita
En matemáticas, se dice que una colección {\displaystyle {\mathcal {U}}} de subconjuntos de un espacio topológico {\displaystyle X} es punto-finita o una colección punto-finita si todo punto de {\displaystyle X} pertenece a una cantidad finita de miembros de {\displaystyle {\mathcal {U}}}.
Un espacio topológico en el que todo recubrimiento abierto admite un refinamiento abierto punto-finito se dice metacompacto. Toda colección localmente finita de subconjuntos de un espacio topológico es también punto-finita. Un espacio topológico en el que todo recubrimiento abierto admite un refinamiento abierto localmente finito se dice paracompacto. Por tanto, todo espacio paracompacto es metacompacto.